# 스티븐 손드하임
스티븐 조슈아 손드하임(영어: Stephen Joshua Sondheim, 1930년 3월 22일~2021년 11월 26일)은 대표적인 미국의 작곡/작사가로, 그의 뮤지컬에 대한 영향력은 현대 브로드웨이 역사에서 매우 중요하게 여겨진다.
지금까지 1개의 아카데미상, 8개의 토니상과 다수의 그래미상, 1개의 퓰리처상과 로렌스 올리버상을 수상했다. 작곡과 작사로 대표적인 작품으로는 《컴퍼니》, 《폴리스》, 《스위니 토드》, 《소야곡》, 《조지와 함께 일요일 공원에서》, 《숲속으로》, 《포럼으로 가는 길의 기묘한 사건(A Funny Thing Happened On The Way To The Forum)》, 《누구나 휘파람을 불 수 있지》, 《태평양 서곡》, 《암살자들》, 《패션》이 있다. 그는 또한 《웨스트 사이드 스토리》, 《집시》의 가사를 썼다.

## 참고 문헌
- Stephen Sondheim Society 2012